# Aklavik
Aklavik est un hameau des Territoires du Nord-Ouest au Canada. Au recensement de 2006, on y a dénombré une population de 594 habitants.
Aklavik était à l'origine un poste de traite géré par la Compagnie de la Baie d'Hudson. Le poste a été établi en 1912 et a su se développer afin de devenir le centre régional de l'Arctique occidental. La région, située sur la rive gauche du delta de fleuve Mackenzie dans la plaine séparant l'embouchure du fleuve des monts Richardson (en) est souvent frappée par des inondations et des problèmes d'envasement durant les périodes de dégel. Le gouvernement du Canada décide donc en 1961 de déplacer ses services à Inuvik, située sur la rive droite. Une partie de la population inuit s'est déplacée, mais, une communauté continue d'y demeurer. Les habitants vivent principalement de la chasse et de la pêche.

## Population
- 536 (recensement de 2021)
- 590 (recensement de 2016)[3]
- 633 (recensement de 2011)
- 594 (recensement de 2006)[4]
- 632 (recensement de 2001)